# Ptisana costulisora
Ptisana costulisora är en kärlväxtart som först beskrevs av Arthur Hugh Garfit Alston, och fick sitt nu gällande namn av Murdock. Ptisana costulisora ingår i släktet Ptisana och familjen Marattiaceae. Inga underarter finns listade i Catalogue of Life.